# Jardín Botánico János Tuzson

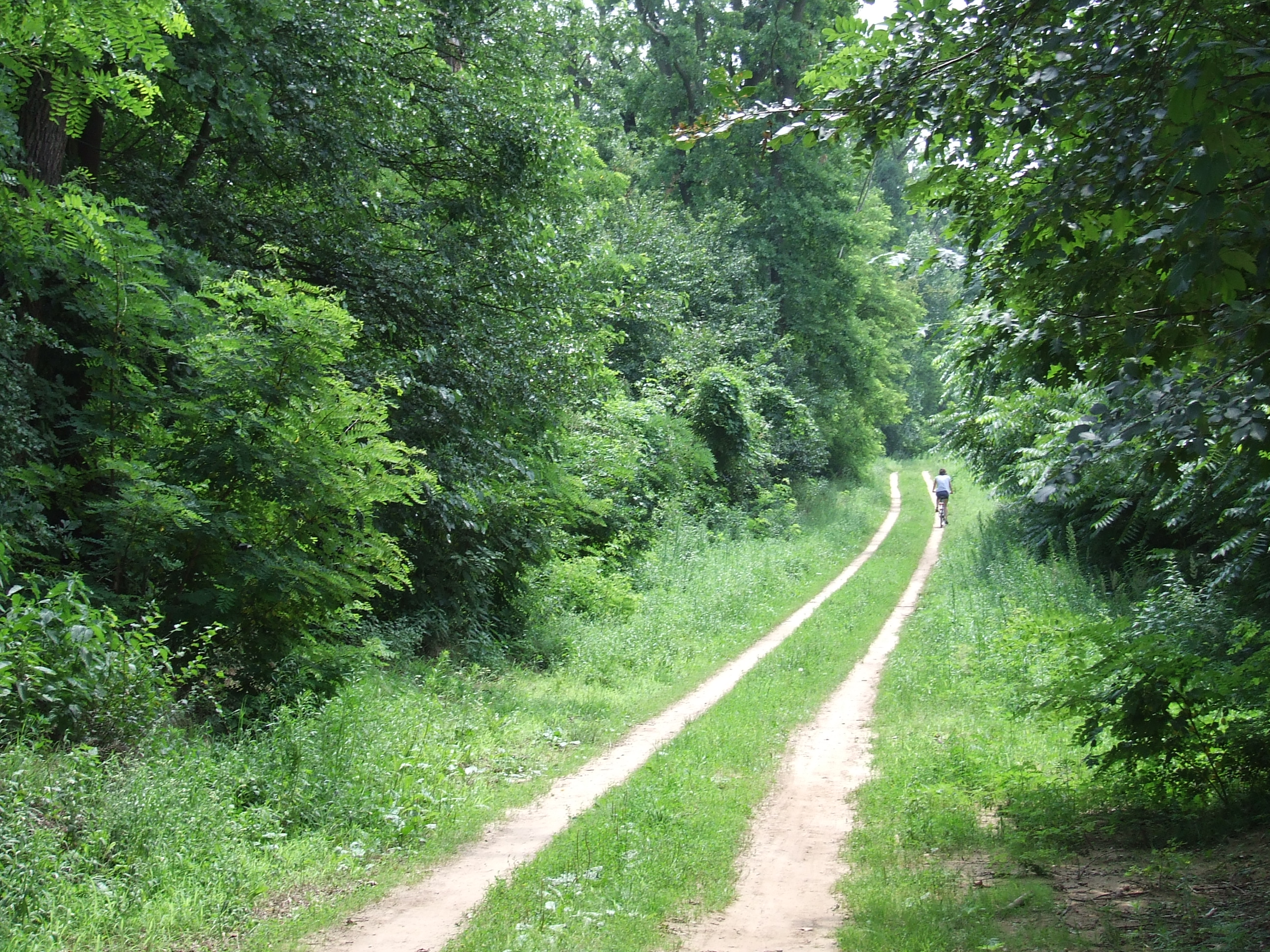
Sendero en el bosque de Sóstó.

El Jardín Botánico János Tuzson, también llamado Jardín Botánico de Nyíregyháza ( en húngaro: Tuzson János Botanikus Kert o Nyíregyháza Botanikus Kert), es un jardín botánico de 5,6 hectáreas de extensión que lleva el nombre de su fundador el botánico János Tuzson. Pertenece administrativamente a la Escuela Superior de Nyíregyháza, Hungría. La zona del jardín está rodeada por el bosque de Sóstó. 

## Localización
Tuzson János Botanikus Kert Nyíregyháza, Sóstói út 31/b.  
- Altitud: 107 m s. n. m.
- Promedio anual de precipitaciones: 560 mm
- La temperatura media anual: + 9,7 °C
- Horas de sol: 2000
- Piso: suelo débilmente húmico, ácido bosque marrón

## Historia
El jardín botánico Nyíregyháza fue diseñado para la universidad en 1972, pero el edificio actual comenzó su construcción en 1974.  El trabajo realizado fue gracias a la colaboración de los profesores universitarios y los estudiantes en un equipo entusiasta. 
Los diseños fueron preparados por el Departamento de Botánica según directrices del Jardín Botánico de la Universidad de Szeged. La Casa de las Palmeras y el Plan del trabajo forestal gracias a los Diseñadores Nyírterv. El moderno equipamiento de las casas permite cultivar las plantas a diferentes temperaturas, humedad y luz para asegurar el óptimo más apropiado. En medio del jardín, hay una sección esquemática que muestra la ubicación de las planta que se desarrolla transversalmente a un estanque. Las plantas proceden de varias instituciones botánicas de universidades de todo el país, de varios viveros y numerosas donaciones de personas particulres. 
Las plantas fueron seleccionadas según el programa de estudios universitarios. En el jardín, los estudiantes, alumnos y visitantes pueden aprender sobre la flora y los distantes continentes de su procedencia, así como su uso en la comida diaria, la ropa, en los  productos de uso diario o de las sustancias procedentes de las plantas medicinales.  Este jardín botánico está enfocado específicamente para promover la enseñanza de la botánica. 
En 1998, se completó el área sistemática del lago y sus alrededores, la rocalla, el bosque que muestra las diferentes asociaciones vegetales. A continuación, el lugar de jardinería local fue declarado zona protegida, y aumentó la superficie a 5,6 hectáreas.

## Colecciones
En el 2008, la colección ha llegado a los 2.500 taxones : de estos 1500 se muestra en el invernadero y 1000 en abierto., que se exhiben como :
- Área taxonómica,
- Lago
- Rocalla,
- Colección de plantas de la zona de demostración.
- Los invernaderos: 
  - Plantas tropicales
  - Plantas del Mediterráneo
  - Suculentas

La colección, incluye entre otras especies (no exclusivamente) las siguientes plantas que son consideradas como raras en Hungría: 
Una colección de plantas tropicales: Tillandsia usneoides, Tillandsia usneoides, entre las orquídeas (Phalaenopsis ssp. Phaphiopedilum ssp. Cymbidium spp. , Dendrobium ssp.) Platycerium Adianthum ssp., palma sagú  (Cacas revoluta), Pandanus ssp.), Carica papaya, Coffea arabica, Piper nigrum, Monstera ssp., Philodendron ssp. Anthurium ssp. Musa textiliana (también conocido como cáñamo de Manila) Saintpaulia ionantha (violeta del Cabo), Nymphaea ssp. Drosera rotundifolia, Sarracenia ssp. Dionaea muscipula, Nepenthes ssp. Cyperus papyrus, Saccharum officinarum ) caña de azúcar, Mimosa (Mimosa pudica) 
La colección de plantas suculentas con cerca de 2.500 cargos. 
La casa mediterránea de verano es una doble pared de túneles de plástico biodegradables, en la que se acopla una cortina de agua que protege a las plantas en invierno: 
Araucaria excelsa, Casuarina equisetifolia, Eucaliptus ssp. Eubotria ssp. Nerium oleander, Olea europaea, Myrtus communis, Punica granatum, Ficus carica
La colección que se muestra al aire libre: 
Sequoiadendron giganteum, Metasequoia glyptostroboides, Sequoia sempervirens, Taxodium distichum, Ginkgo biloba, Pinus strobus 
árboles del jardín, Taxus baccata, Magnolia ssp.  árbol de tulipán (Liriodendron tulipifera), árbol de Judas (Cercis siliquastrum), Calicanto (Calcycanthus floridus),  árbol de las pelucas (Parrotia persica), Piracanta (Piracantha coccinea), Té (Thea sinensis) 
vadcitrom (Poncirus trifoliata), Eranthis hiemalis, heléboro (Helleborus spp.), flor de mundo (Trollius europaeus), iris de SiberiaIris sibirica, Veratrum album, azafrán de los Cárpatos(Crocus heuffelianus). . . 

## Eventos
Periódicamente - ahora la séptima vez en el 2008 - Janos Tuzson realizó una conferencia. Los miembros de esta familia botánica también aparecen en la Tuzson, alegando que se entregan los Tuzson del año al ganador. 